# Ponera augusta
Ponera augusta är en myrart som beskrevs av Taylor 1967. Ponera augusta ingår i släktet Ponera och familjen myror. Inga underarter finns listade i Catalogue of Life.

## Bildgalleri

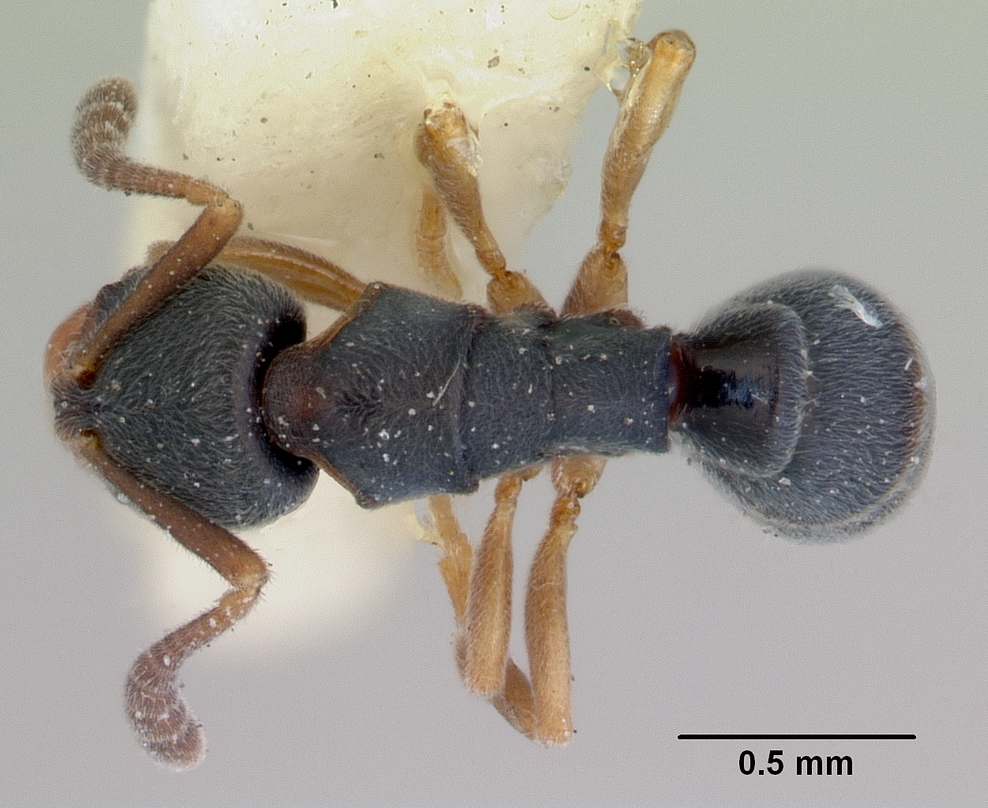
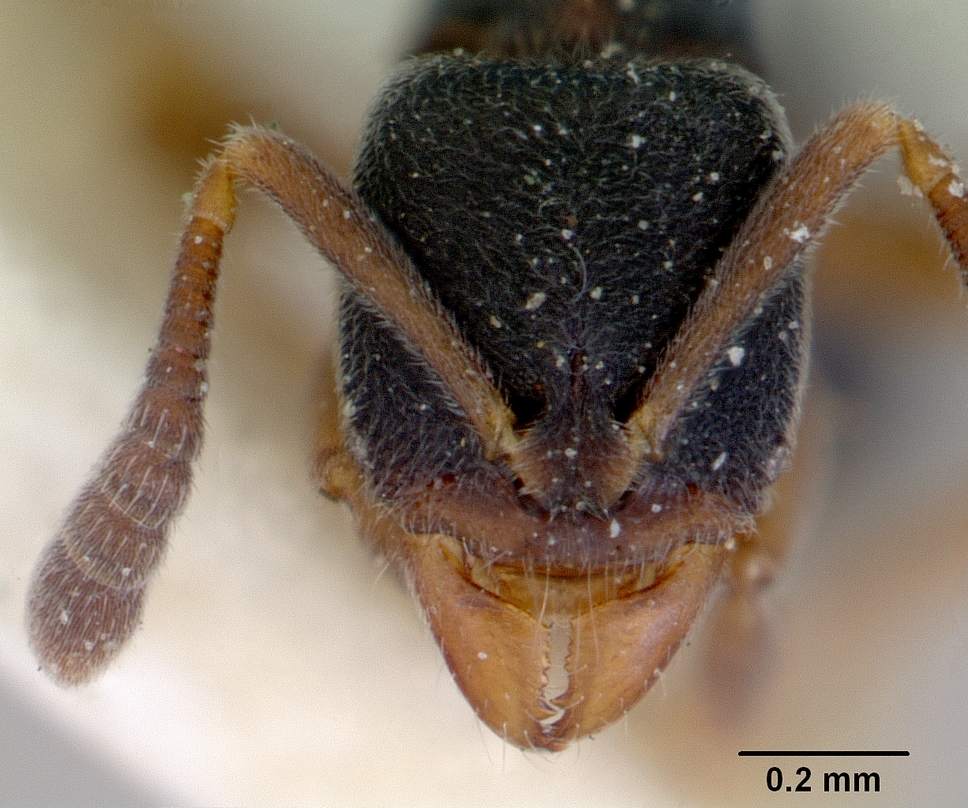
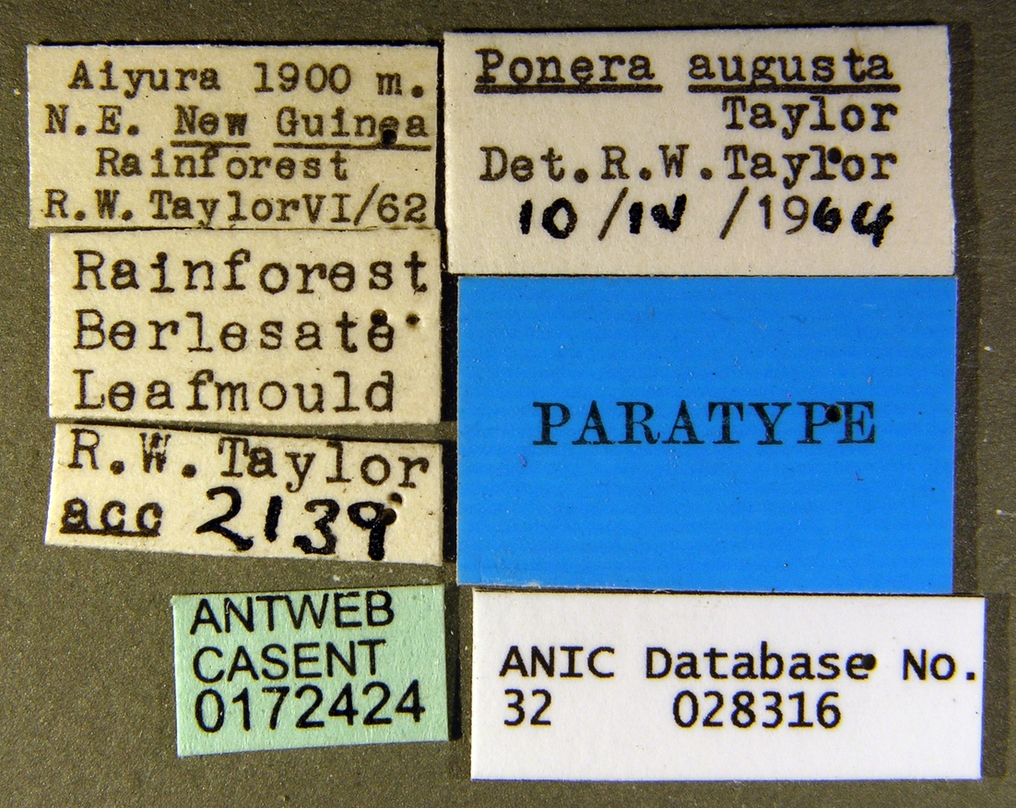
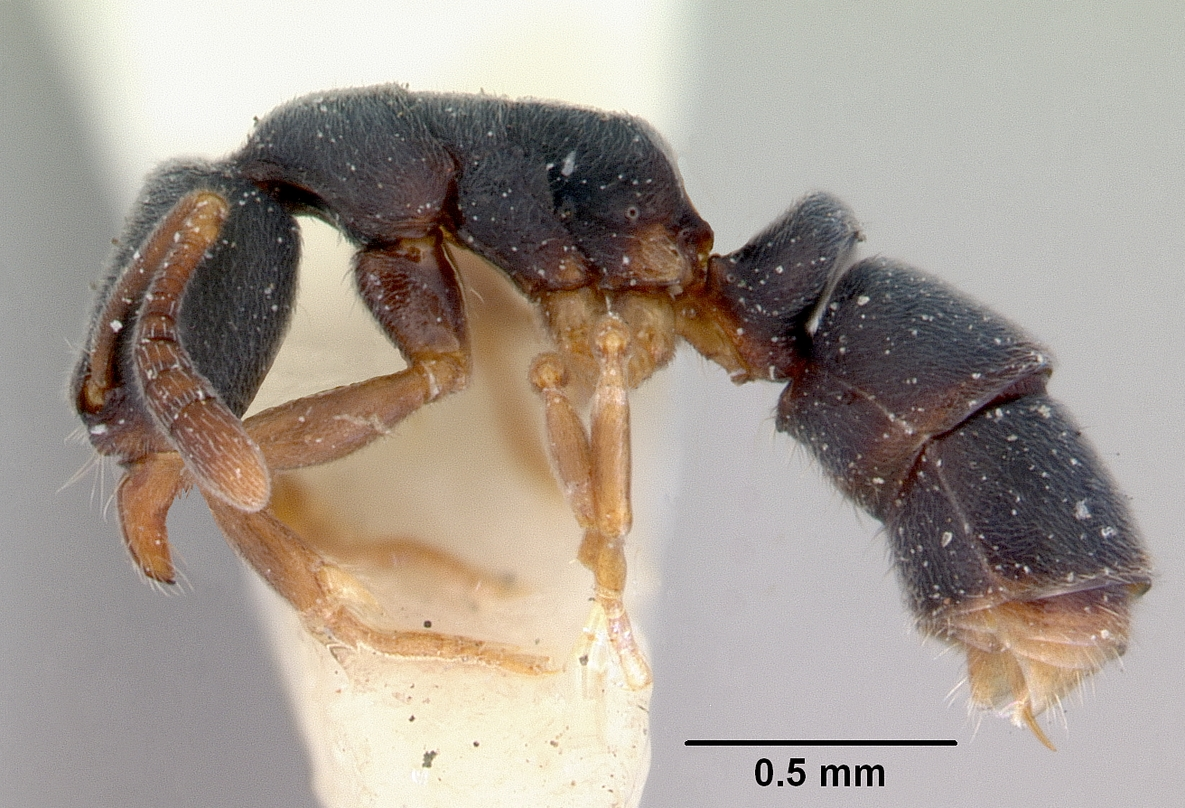